# John Griffiths (matemático)
John Griffiths (1837 -  mayo de 1916) fue un matemático galés, académico asociado con el Jesus College de la Universidad de Oxford durante casi 60 años.

## Semblanza
Griffiths nació en Llangyndeyrn, cerca de Kidwelly, en Carmarthenshire (Gales). Se educó en la Escuela de Gramática Cowbridge. Obtuvo una beca para matricularse en el Jesus College de la Universidad de Oxford en 1857,  donde obtuvo un primer grado en matemáticas, ganando una nueva beca. En 1863 resultó elegido como miembro y tutor en matemáticas en el Jesus College, en el que permaneció hasta su muerte en mayo de 1916, convirtiéndose en el miembro con más años en el cargo hasta entonces.  También fue el tesorero del colegio universitario durante un tiempo.
Fue el tutor del matemático Leonard James Rogers, aquejado de una larga enfermedad que le impidió acudir a clase regularmente durante su infancia.
Griffiths estaba particularmente interesado en la geometría analítica, publicando numerosos artículos en revistas matemáticas, así como dos tratados sobre teoremas relacionados con la geometría del triángulo.  Su necrológica publicada en el periódico The Times, lo describe como "un hombre de una naturaleza muy sociable y afectuosa [pero] excesivamente tímido".  Murió en mayo de 1916 en su pueblo natal, en Carmarthenshire.